# Sphaeroma laevigatum
Sphaeroma laevigatum là một loài chân đều trong họ Sphaeromatidae. Loài này được miêu tả khoa học năm bởi Philippi.